# Liste des communes de Tarn-et-Garonne
Pour les autres listes de communes françaises, voir Listes des communes de France.
| - Le Tarn-et-Garonne en France métropolitaine. - Carte des communes de Tarn-et-Garonne. |

Cette page liste les 195 communes du département français de Tarn-et-Garonne au 1er janvier 2025.

## Liste des communes
Le tableau suivant donne la liste des communes au 1er janvier 2025, en précisant leur code Insee, leur code postal principal, leur arrondissement, leur canton, leur intercommunalité, leur superficie, leur population et leur densité, d'après les chiffres de l'Insee issus du recensement 2022,.
| Nom                        | Code Insee | Code postal | Arrondissement | Canton                              | Intercommunalité                                 | Superficie (km2) | Population (dernière pop. légale) | Densité (hab./km2) | Modifier                                    |
| -------------------------- | ---------- | ----------- | -------------- | ----------------------------------- | ------------------------------------------------ | ---------------- | --------------------------------- | ------------------ | ------------------------------------------- |
| Montauban (préfecture)     | 82121      | 82000       | Montauban      | Montauban-1 Montauban-2 Montauban-3 | CA Grand Montauban                               | 135,17           | 62 487 (2022)                     | 462                | modifier les données · modifier les données |
| Albefeuille-Lagarde        | 82001      | 82290       | Castelsarrasin | Montech                             | CA Grand Montauban                               | 8,03             | 590 (2022)                        | 73                 | modifier les données · modifier les données |
| Albias                     | 82002      | 82350       | Montauban      | Quercy-Aveyron                      | CC Quercy Vert-Aveyron                           | 21,60            | 3 272 (2022)                      | 151                | modifier les données · modifier les données |
| Angeville                  | 82003      | 82210       | Castelsarrasin | Beaumont-de-Lomagne                 | CC Terres des Confluences                        | 8,33             | 238 (2022)                        | 29                 | modifier les données · modifier les données |
| Asques                     | 82004      | 82120       | Castelsarrasin | Garonne-Lomagne-Brulhois            | CC de la Lomagne Tarn-et-Garonnaise              | 10,61            | 132 (2022)                        | 12                 | modifier les données · modifier les données |
| Aucamville                 | 82005      | 82600       | Montauban      | Verdun-sur-Garonne                  | CC Grand Sud Tarn-et-Garonne                     | 22,91            | 1 552 (2022)                      | 68                 | modifier les données · modifier les données |
| Auterive                   | 82006      | 82500       | Castelsarrasin | Beaumont-de-Lomagne                 | CC de la Lomagne Tarn-et-Garonnaise              | 3,68             | 65 (2022)                         | 18                 | modifier les données · modifier les données |
| Auty                       | 82007      | 82220       | Montauban      | Quercy-Aveyron                      | CC du Quercy Caussadais                          | 7,42             | 144 (2022)                        | 19                 | modifier les données · modifier les données |
| Auvillar                   | 82008      | 82340       | Castelsarrasin | Garonne-Lomagne-Brulhois            | CC des Deux Rives                                | 15,60            | 909 (2022)                        | 58                 | modifier les données · modifier les données |
| Balignac                   | 82009      | 82120       | Castelsarrasin | Garonne-Lomagne-Brulhois            | CC de la Lomagne Tarn-et-Garonnaise              | 4,09             | 40 (2022)                         | 9,8                | modifier les données · modifier les données |
| Bardigues                  | 82010      | 82340       | Castelsarrasin | Garonne-Lomagne-Brulhois            | CC des Deux Rives                                | 11,67            | 239 (2022)                        | 20                 | modifier les données · modifier les données |
| Barry-d'Islemade           | 82011      | 82290       | Castelsarrasin | Castelsarrasin                      | CC du Pays de Lafrançaise                        | 11,35            | 931 (2022)                        | 82                 | modifier les données · modifier les données |
| Les Barthes                | 82012      | 82100       | Castelsarrasin | Castelsarrasin                      | CC du Pays de Lafrançaise                        | 8,20             | 586 (2022)                        | 71                 | modifier les données · modifier les données |
| Beaumont-de-Lomagne        | 82013      | 82500       | Castelsarrasin | Beaumont-de-Lomagne                 | CC de la Lomagne Tarn-et-Garonnaise              | 46,16            | 3 754 (2022)                      | 81                 | modifier les données · modifier les données |
| Beaupuy                    | 82014      | 82600       | Montauban      | Verdun-sur-Garonne                  | CC Grand Sud Tarn-et-Garonne                     | 11,81            | 274 (2022)                        | 23                 | modifier les données · modifier les données |
| Belbèze-en-Lomagne         | 82015      | 82500       | Castelsarrasin | Beaumont-de-Lomagne                 | CC de la Lomagne Tarn-et-Garonnaise              | 3,65             | 168 (2022)                        | 46                 | modifier les données · modifier les données |
| Belvèze                    | 82016      | 82150       | Castelsarrasin | Pays de Serres Sud-Quercy           | CC du Pays de Serres en Quercy                   | 13,88            | 221 (2022)                        | 16                 | modifier les données · modifier les données |
| Bessens                    | 82017      | 82170       | Montauban      | Montech                             | CC Grand Sud Tarn-et-Garonne                     | 9,27             | 1 470 (2022)                      | 159                | modifier les données · modifier les données |
| Bioule                     | 82018      | 82800       | Montauban      | Aveyron-Lère                        | CC Quercy Vert-Aveyron                           | 20,44            | 1 194 (2022)                      | 58                 | modifier les données · modifier les données |
| Boudou                     | 82019      | 82200       | Castelsarrasin | Valence                             | CC Terres des Confluences                        | 12,30            | 755 (2022)                        | 61                 | modifier les données · modifier les données |
| Bouillac                   | 82020      | 82600       | Montauban      | Verdun-sur-Garonne                  | CC Grand Sud Tarn-et-Garonne                     | 30,45            | 577 (2022)                        | 19                 | modifier les données · modifier les données |
| Bouloc-en-Quercy           | 82021      | 82110       | Castelsarrasin | Pays de Serres Sud-Quercy           | CC du Pays de Serres en Quercy                   | 14,81            | 189 (2022)                        | 13                 | modifier les données · modifier les données |
| Bourg-de-Visa              | 82022      | 82190       | Castelsarrasin | Valence                             | CC du Pays de Serres en Quercy                   | 14,41            | 389 (2022)                        | 27                 | modifier les données · modifier les données |
| Bourret                    | 82023      | 82700       | Montauban      | Beaumont-de-Lomagne                 | CC Grand Sud Tarn-et-Garonne                     | 16,48            | 974 (2022)                        | 59                 | modifier les données · modifier les données |
| Brassac                    | 82024      | 82190       | Castelsarrasin | Valence                             | CC du Pays de Serres en Quercy                   | 20,37            | 252 (2022)                        | 12                 | modifier les données · modifier les données |
| Bressols                   | 82025      | 82710       | Montauban      | Montech                             | CA Grand Montauban                               | 20,39            | 3 883 (2022)                      | 190                | modifier les données · modifier les données |
| Bruniquel                  | 82026      | 82800       | Montauban      | Tarn-Tescou-Quercy vert             | CC Quercy Vert-Aveyron                           | 33,20            | 639 (2022)                        | 19                 | modifier les données · modifier les données |
| Campsas                    | 82027      | 82370       | Montauban      | Verdun-sur-Garonne                  | CC Grand Sud Tarn-et-Garonne                     | 15,01            | 1 472 (2022)                      | 98                 | modifier les données · modifier les données |
| Canals                     | 82028      | 82170       | Montauban      | Verdun-sur-Garonne                  | CC Grand Sud Tarn-et-Garonne                     | 7,35             | 807 (2022)                        | 110                | modifier les données · modifier les données |
| Castanet                   | 82029      | 82160       | Montauban      | Quercy-Rouergue                     | CC du Quercy Rouergue et des Gorges de l'Aveyron | 22,07            | 275 (2022)                        | 12                 | modifier les données · modifier les données |
| Castelferrus               | 82030      | 82100       | Castelsarrasin | Beaumont-de-Lomagne                 | CC Terres des Confluences                        | 8,39             | 490 (2022)                        | 58                 | modifier les données · modifier les données |
| Castelmayran               | 82031      | 82210       | Castelsarrasin | Garonne-Lomagne-Brulhois            | CC Terres des Confluences                        | 15,96            | 1 191 (2022)                      | 75                 | modifier les données · modifier les données |
| Castelsagrat               | 82032      | 82400       | Castelsarrasin | Valence                             | CC des Deux Rives                                | 22,50            | 540 (2022)                        | 24                 | modifier les données · modifier les données |
| Castelsarrasin             | 82033      | 82100       | Castelsarrasin | Castelsarrasin                      | CC Terres des Confluences                        | 76,77            | 14 335 (2022)                     | 187                | modifier les données · modifier les données |
| Castéra-Bouzet             | 82034      | 82120       | Castelsarrasin | Garonne-Lomagne-Brulhois            | CC de la Lomagne Tarn-et-Garonnaise              | 17,75            | 122 (2022)                        | 6,9                | modifier les données · modifier les données |
| Caumont                    | 82035      | 82210       | Castelsarrasin | Garonne-Lomagne-Brulhois            | CC Terres des Confluences                        | 15,22            | 346 (2022)                        | 23                 | modifier les données · modifier les données |
| Le Causé                   | 82036      | 82500       | Castelsarrasin | Beaumont-de-Lomagne                 | CC de la Lomagne Tarn-et-Garonnaise              | 9,32             | 131 (2022)                        | 14                 | modifier les données · modifier les données |
| Caussade                   | 82037      | 82300       | Montauban      | Aveyron-Lère                        | CC du Quercy Caussadais                          | 45,73            | 6 858 (2022)                      | 150                | modifier les données · modifier les données |
| Caylus                     | 82038      | 82160       | Montauban      | Quercy-Rouergue                     | CC du Quercy Rouergue et des Gorges de l'Aveyron | 97,45            | 1 463 (2022)                      | 15                 | modifier les données · modifier les données |
| Cayrac                     | 82039      | 82440       | Montauban      | Quercy-Aveyron                      | CC du Quercy Caussadais                          | 6,21             | 562 (2022)                        | 90                 | modifier les données · modifier les données |
| Cayriech                   | 82040      | 82240       | Montauban      | Quercy-Rouergue                     | CC du Quercy Caussadais                          | 7,59             | 273 (2022)                        | 36                 | modifier les données · modifier les données |
| Cazals                     | 82041      | 82140       | Montauban      | Quercy-Rouergue                     | CC du Quercy Rouergue et des Gorges de l'Aveyron | 11,73            | 240 (2022)                        | 20                 | modifier les données · modifier les données |
| Cazes-Mondenard            | 82042      | 82110       | Castelsarrasin | Pays de Serres Sud-Quercy           | CC du Pays de Serres en Quercy                   | 58,23            | 1 226 (2022)                      | 21                 | modifier les données · modifier les données |
| Comberouger                | 82043      | 82600       | Montauban      | Beaumont-de-Lomagne                 | CC Grand Sud Tarn-et-Garonne                     | 12,22            | 268 (2022)                        | 22                 | modifier les données · modifier les données |
| Corbarieu                  | 82044      | 82370       | Montauban      | Tarn-Tescou-Quercy vert             | CA Grand Montauban                               | 13,03            | 1 707 (2022)                      | 131                | modifier les données · modifier les données |
| Cordes-Tolosannes          | 82045      | 82700       | Castelsarrasin | Beaumont-de-Lomagne                 | CC Terres des Confluences                        | 15,77            | 359 (2022)                        | 23                 | modifier les données · modifier les données |
| Coutures                   | 82046      | 82210       | Castelsarrasin | Beaumont-de-Lomagne                 | CC Terres des Confluences                        | 6,90             | 108 (2022)                        | 16                 | modifier les données · modifier les données |
| Cumont                     | 82047      | 82500       | Castelsarrasin | Beaumont-de-Lomagne                 | CC de la Lomagne Tarn-et-Garonnaise              | 7,35             | 51 (2022)                         | 6,9                | modifier les données · modifier les données |
| Dieupentale                | 82048      | 82170       | Montauban      | Verdun-sur-Garonne                  | CC Grand Sud Tarn-et-Garonne                     | 6,14             | 1 644 (2022)                      | 268                | modifier les données · modifier les données |
| Donzac                     | 82049      | 82340       | Castelsarrasin | Garonne-Lomagne-Brulhois            | CC des Deux Rives                                | 13,17            | 1 039 (2022)                      | 79                 | modifier les données · modifier les données |
| Dunes                      | 82050      | 82340       | Castelsarrasin | Garonne-Lomagne-Brulhois            | CC des Deux Rives                                | 23,19            | 1 218 (2022)                      | 53                 | modifier les données · modifier les données |
| Durfort-Lacapelette        | 82051      | 82390       | Castelsarrasin | Pays de Serres Sud-Quercy           | CC Terres des Confluences                        | 35,83            | 842 (2022)                        | 23                 | modifier les données · modifier les données |
| Escatalens                 | 82052      | 82700       | Montauban      | Beaumont-de-Lomagne                 | CA Grand Montauban                               | 17,99            | 1 139 (2022)                      | 63                 | modifier les données · modifier les données |
| Escazeaux                  | 82053      | 82500       | Castelsarrasin | Beaumont-de-Lomagne                 | CC de la Lomagne Tarn-et-Garonnaise              | 16,05            | 289 (2022)                        | 18                 | modifier les données · modifier les données |
| Espalais                   | 82054      | 82400       | Castelsarrasin | Valence                             | CC des Deux Rives                                | 7,87             | 380 (2022)                        | 48                 | modifier les données · modifier les données |
| Esparsac                   | 82055      | 82500       | Castelsarrasin | Beaumont-de-Lomagne                 | CC de la Lomagne Tarn-et-Garonnaise              | 17,44            | 254 (2022)                        | 15                 | modifier les données · modifier les données |
| Espinas                    | 82056      | 82160       | Montauban      | Quercy-Rouergue                     | CC du Quercy Rouergue et des Gorges de l'Aveyron | 16,15            | 210 (2022)                        | 13                 | modifier les données · modifier les données |
| Fabas                      | 82057      | 82170       | Montauban      | Verdun-sur-Garonne                  | CC Grand Sud Tarn-et-Garonne                     | 6,30             | 695 (2022)                        | 110                | modifier les données · modifier les données |
| Fajolles                   | 82058      | 82210       | Castelsarrasin | Beaumont-de-Lomagne                 | CC Terres des Confluences                        | 9,32             | 109 (2022)                        | 12                 | modifier les données · modifier les données |
| Faudoas                    | 82059      | 82500       | Castelsarrasin | Beaumont-de-Lomagne                 | CC de la Lomagne Tarn-et-Garonnaise              | 18,95            | 292 (2022)                        | 15                 | modifier les données · modifier les données |
| Fauroux                    | 82060      | 82190       | Castelsarrasin | Pays de Serres Sud-Quercy           | CC du Pays de Serres en Quercy                   | 13,12            | 182 (2022)                        | 14                 | modifier les données · modifier les données |
| Féneyrols                  | 82061      | 82140       | Montauban      | Quercy-Rouergue                     | CC du Quercy Rouergue et des Gorges de l'Aveyron | 14,88            | 164 (2022)                        | 11                 | modifier les données · modifier les données |
| Finhan                     | 82062      | 82700       | Montauban      | Montech                             | CC Grand Sud Tarn-et-Garonne                     | 11,48            | 1 475 (2022)                      | 128                | modifier les données · modifier les données |
| Garganvillar               | 82063      | 82100       | Castelsarrasin | Beaumont-de-Lomagne                 | CC Terres des Confluences                        | 22,34            | 677 (2022)                        | 30                 | modifier les données · modifier les données |
| Gariès                     | 82064      | 82500       | Castelsarrasin | Beaumont-de-Lomagne                 | CC de la Lomagne Tarn-et-Garonnaise              | 14,15            | 128 (2022)                        | 9,0                | modifier les données · modifier les données |
| Gasques                    | 82065      | 82400       | Castelsarrasin | Valence                             | CC des Deux Rives                                | 13,43            | 406 (2022)                        | 30                 | modifier les données · modifier les données |
| Génébrières                | 82066      | 82230       | Montauban      | Tarn-Tescou-Quercy vert             | CC Quercy Vert-Aveyron                           | 18,45            | 636 (2022)                        | 34                 | modifier les données · modifier les données |
| Gensac                     | 82067      | 82120       | Castelsarrasin | Garonne-Lomagne-Brulhois            | CC de la Lomagne Tarn-et-Garonnaise              | 11,59            | 103 (2022)                        | 8,9                | modifier les données · modifier les données |
| Gimat                      | 82068      | 82500       | Castelsarrasin | Beaumont-de-Lomagne                 | CC de la Lomagne Tarn-et-Garonnaise              | 10,10            | 231 (2022)                        | 23                 | modifier les données · modifier les données |
| Ginals                     | 82069      | 82330       | Montauban      | Quercy-Rouergue                     | CC du Quercy Rouergue et des Gorges de l'Aveyron | 24,15            | 195 (2022)                        | 8,1                | modifier les données · modifier les données |
| Glatens                    | 82070      | 82500       | Castelsarrasin | Beaumont-de-Lomagne                 | CC de la Lomagne Tarn-et-Garonnaise              | 2,31             | 68 (2022)                         | 29                 | modifier les données · modifier les données |
| Goas                       | 82071      | 82500       | Castelsarrasin | Beaumont-de-Lomagne                 | CC de la Lomagne Tarn-et-Garonnaise              | 2,69             | 37 (2022)                         | 14                 | modifier les données · modifier les données |
| Golfech                    | 82072      | 82400       | Castelsarrasin | Valence                             | CC des Deux Rives                                | 9,72             | 1 010 (2022)                      | 104                | modifier les données · modifier les données |
| Goudourville               | 82073      | 82400       | Castelsarrasin | Valence                             | CC des Deux Rives                                | 11,27            | 970 (2022)                        | 86                 | modifier les données · modifier les données |
| Gramont                    | 82074      | 82120       | Castelsarrasin | Garonne-Lomagne-Brulhois            | CC de la Lomagne Tarn-et-Garonnaise              | 13,58            | 132 (2022)                        | 9,7                | modifier les données · modifier les données |
| Grisolles                  | 82075      | 82170       | Montauban      | Verdun-sur-Garonne                  | CC Grand Sud Tarn-et-Garonne                     | 17,60            | 4 206 (2022)                      | 239                | modifier les données · modifier les données |
| L'Honor-de-Cos             | 82076      | 82130       | Montauban      | Quercy-Aveyron                      | CC du Pays de Lafrançaise                        | 32,07            | 1 608 (2022)                      | 50                 | modifier les données · modifier les données |
| Labarthe                   | 82077      | 82220       | Montauban      | Pays de Serres Sud-Quercy           | CC du Pays de Lafrançaise                        | 23,24            | 390 (2022)                        | 17                 | modifier les données · modifier les données |
| Labastide-de-Penne         | 82078      | 82240       | Montauban      | Quercy-Rouergue                     | CC du Quercy Caussadais                          | 13,68            | 126 (2022)                        | 9,2                | modifier les données · modifier les données |
| Labastide-du-Temple        | 82080      | 82100       | Castelsarrasin | Castelsarrasin                      | CC du Pays de Lafrançaise                        | 10,92            | 1 137 (2022)                      | 104                | modifier les données · modifier les données |
| Labastide-Saint-Pierre     | 82079      | 82370       | Montauban      | Tarn-Tescou-Quercy vert             | CC Grand Sud Tarn-et-Garonne                     | 20,64            | 3 763 (2022)                      | 182                | modifier les données · modifier les données |
| Labourgade                 | 82081      | 82100       | Castelsarrasin | Beaumont-de-Lomagne                 | CC Terres des Confluences                        | 5,49             | 162 (2022)                        | 30                 | modifier les données · modifier les données |
| Lacapelle-Livron           | 82082      | 82160       | Montauban      | Quercy-Rouergue                     | CC du Quercy Rouergue et des Gorges de l'Aveyron | 13,79            | 207 (2022)                        | 15                 | modifier les données · modifier les données |
| Lachapelle                 | 82083      | 82120       | Castelsarrasin | Garonne-Lomagne-Brulhois            | CC de la Lomagne Tarn-et-Garonnaise              | 10,87            | 119 (2022)                        | 11                 | modifier les données · modifier les données |
| Lacour                     | 82084      | 82190       | Castelsarrasin | Pays de Serres Sud-Quercy           | CC du Pays de Serres en Quercy                   | 14,33            | 171 (2022)                        | 12                 | modifier les données · modifier les données |
| Lacourt-Saint-Pierre       | 82085      | 82290       | Montauban      | Montech                             | CA Grand Montauban                               | 14,77            | 1 265 (2022)                      | 86                 | modifier les données · modifier les données |
| Lafitte                    | 82086      | 82100       | Castelsarrasin | Beaumont-de-Lomagne                 | CC Terres des Confluences                        | 4,74             | 235 (2022)                        | 50                 | modifier les données · modifier les données |
| Lafrançaise                | 82087      | 82130       | Montauban      | Pays de Serres Sud-Quercy           | CC du Pays de Lafrançaise                        | 50,82            | 2 839 (2022)                      | 56                 | modifier les données · modifier les données |
| Laguépie                   | 82088      | 82250       | Montauban      | Quercy-Rouergue                     | CC du Quercy Rouergue et des Gorges de l'Aveyron | 14,86            | 653 (2022)                        | 44                 | modifier les données · modifier les données |
| Lamagistère                | 82089      | 82360       | Castelsarrasin | Valence                             | CC des Deux Rives                                | 9,10             | 1 213 (2022)                      | 133                | modifier les données · modifier les données |
| Lamothe-Capdeville         | 82090      | 82130       | Montauban      | Quercy-Aveyron                      | CA Grand Montauban                               | 11,92            | 1 076 (2022)                      | 90                 | modifier les données · modifier les données |
| Lamothe-Cumont             | 82091      | 82500       | Castelsarrasin | Beaumont-de-Lomagne                 | CC de la Lomagne Tarn-et-Garonnaise              | 5,35             | 126 (2022)                        | 24                 | modifier les données · modifier les données |
| Lapenche                   | 82092      | 82240       | Montauban      | Quercy-Rouergue                     | CC du Quercy Caussadais                          | 8,11             | 282 (2022)                        | 35                 | modifier les données · modifier les données |
| Larrazet                   | 82093      | 82500       | Castelsarrasin | Beaumont-de-Lomagne                 | CC de la Lomagne Tarn-et-Garonnaise              | 14,91            | 686 (2022)                        | 46                 | modifier les données · modifier les données |
| Lauzerte                   | 82094      | 82110       | Castelsarrasin | Pays de Serres Sud-Quercy           | CC du Pays de Serres en Quercy                   | 44,56            | 1 447 (2022)                      | 32                 | modifier les données · modifier les données |
| Lavaurette                 | 82095      | 82240       | Montauban      | Quercy-Rouergue                     | CC du Quercy Caussadais                          | 13,63            | 214 (2022)                        | 16                 | modifier les données · modifier les données |
| Lavit                      | 82097      | 82120       | Castelsarrasin | Garonne-Lomagne-Brulhois            | CC de la Lomagne Tarn-et-Garonnaise              | 26,28            | 1 606 (2022)                      | 61                 | modifier les données · modifier les données |
| Léojac                     | 82098      | 82230       | Montauban      | Tarn-Tescou-Quercy vert             | CA Grand Montauban                               | 12,80            | 1 279 (2022)                      | 100                | modifier les données · modifier les données |
| Lizac                      | 82099      | 82200       | Castelsarrasin | Moissac                             | CC Terres des Confluences                        | 9,42             | 545 (2022)                        | 58                 | modifier les données · modifier les données |
| Loze                       | 82100      | 82160       | Montauban      | Quercy-Rouergue                     | CC du Quercy Rouergue et des Gorges de l'Aveyron | 11,05            | 121 (2022)                        | 11                 | modifier les données · modifier les données |
| Malause                    | 82101      | 82200       | Castelsarrasin | Garonne-Lomagne-Brulhois            | CC des Deux Rives                                | 11,90            | 1 245 (2022)                      | 105                | modifier les données · modifier les données |
| Mansonville                | 82102      | 82120       | Castelsarrasin | Garonne-Lomagne-Brulhois            | CC des Deux Rives                                | 15,45            | 310 (2022)                        | 20                 | modifier les données · modifier les données |
| Marignac                   | 82103      | 82500       | Castelsarrasin | Beaumont-de-Lomagne                 | CC de la Lomagne Tarn-et-Garonnaise              | 5,07             | 102 (2022)                        | 20                 | modifier les données · modifier les données |
| Marsac                     | 82104      | 82120       | Castelsarrasin | Garonne-Lomagne-Brulhois            | CC de la Lomagne Tarn-et-Garonnaise              | 14,89            | 184 (2022)                        | 12                 | modifier les données · modifier les données |
| Mas-Grenier                | 82105      | 82600       | Montauban      | Verdun-sur-Garonne                  | CC Grand Sud Tarn-et-Garonne                     | 24,66            | 1 303 (2022)                      | 53                 | modifier les données · modifier les données |
| Maubec                     | 82106      | 82500       | Castelsarrasin | Beaumont-de-Lomagne                 | CC de la Lomagne Tarn-et-Garonnaise              | 12,73            | 152 (2022)                        | 12                 | modifier les données · modifier les données |
| Maumusson                  | 82107      | 82120       | Castelsarrasin | Garonne-Lomagne-Brulhois            | CC de la Lomagne Tarn-et-Garonnaise              | 5,04             | 51 (2022)                         | 10                 | modifier les données · modifier les données |
| Meauzac                    | 82108      | 82290       | Castelsarrasin | Castelsarrasin                      | CC du Pays de Lafrançaise                        | 11,77            | 1 464 (2022)                      | 124                | modifier les données · modifier les données |
| Merles                     | 82109      | 82210       | Castelsarrasin | Garonne-Lomagne-Brulhois            | CC des Deux Rives                                | 7,02             | 201 (2022)                        | 29                 | modifier les données · modifier les données |
| Mirabel                    | 82110      | 82440       | Montauban      | Quercy-Aveyron                      | CC du Quercy Caussadais                          | 32,07            | 1 042 (2022)                      | 32                 | modifier les données · modifier les données |
| Miramont-de-Quercy         | 82111      | 82190       | Castelsarrasin | Pays de Serres Sud-Quercy           | CC du Pays de Serres en Quercy                   | 14,90            | 307 (2022)                        | 21                 | modifier les données · modifier les données |
| Moissac                    | 82112      | 82200       | Castelsarrasin | Moissac                             | CC Terres des Confluences                        | 85,95            | 13 652 (2022)                     | 159                | modifier les données · modifier les données |
| Molières                   | 82113      | 82220       | Montauban      | Quercy-Aveyron                      | CC du Quercy Caussadais                          | 38,46            | 1 274 (2022)                      | 33                 | modifier les données · modifier les données |
| Monbéqui                   | 82114      | 82170       | Montauban      | Montech                             | CC Grand Sud Tarn-et-Garonne                     | 6,78             | 656 (2022)                        | 97                 | modifier les données · modifier les données |
| Monclar-de-Quercy          | 82115      | 82230       | Montauban      | Tarn-Tescou-Quercy vert             | CC Quercy Vert-Aveyron                           | 37,75            | 2 039 (2022)                      | 54                 | modifier les données · modifier les données |
| Montagudet                 | 82116      | 82110       | Castelsarrasin | Pays de Serres Sud-Quercy           | CC du Pays de Serres en Quercy                   | 12,18            | 197 (2022)                        | 16                 | modifier les données · modifier les données |
| Montaigu-de-Quercy         | 82117      | 82150       | Castelsarrasin | Pays de Serres Sud-Quercy           | CC du Pays de Serres en Quercy                   | 76,44            | 1 295 (2022)                      | 17                 | modifier les données · modifier les données |
| Montaïn                    | 82118      | 82100       | Castelsarrasin | Beaumont-de-Lomagne                 | CC Terres des Confluences                        | 4,04             | 92 (2022)                         | 23                 | modifier les données · modifier les données |
| Montalzat                  | 82119      | 82270       | Montauban      | Quercy-Aveyron                      | CC du Quercy Caussadais                          | 27,50            | 654 (2022)                        | 24                 | modifier les données · modifier les données |
| Montastruc                 | 82120      | 82130       | Montauban      | Quercy-Aveyron                      | CC du Pays de Lafrançaise                        | 4,67             | 297 (2022)                        | 64                 | modifier les données · modifier les données |
| Montbarla                  | 82122      | 82110       | Castelsarrasin | Pays de Serres Sud-Quercy           | CC du Pays de Serres en Quercy                   | 7,38             | 160 (2022)                        | 22                 | modifier les données · modifier les données |
| Montbartier                | 82123      | 82700       | Montauban      | Montech                             | CC Grand Sud Tarn-et-Garonne                     | 15,01            | 1 727 (2022)                      | 115                | modifier les données · modifier les données |
| Montbeton                  | 82124      | 82290       | Montauban      | Montech                             | CA Grand Montauban                               | 15,98            | 4 335 (2022)                      | 271                | modifier les données · modifier les données |
| Montech                    | 82125      | 82700       | Montauban      | Montech                             | CC Grand Sud Tarn-et-Garonne                     | 50,14            | 6 657 (2022)                      | 133                | modifier les données · modifier les données |
| Monteils                   | 82126      | 82300       | Montauban      | Quercy-Rouergue                     | CC du Quercy Caussadais                          | 12,08            | 1 354 (2022)                      | 112                | modifier les données · modifier les données |
| Montesquieu                | 82127      | 82200       | Castelsarrasin | Moissac                             | CC Terres des Confluences                        | 28,65            | 747 (2022)                        | 26                 | modifier les données · modifier les données |
| Montfermier                | 82128      | 82270       | Montauban      | Quercy-Aveyron                      | CC du Quercy Caussadais                          | 6,55             | 109 (2022)                        | 17                 | modifier les données · modifier les données |
| Montgaillard               | 82129      | 82120       | Castelsarrasin | Garonne-Lomagne-Brulhois            | CC de la Lomagne Tarn-et-Garonnaise              | 9,50             | 143 (2022)                        | 15                 | modifier les données · modifier les données |
| Montjoi                    | 82130      | 82400       | Castelsarrasin | Valence                             | CC des Deux Rives                                | 14,67            | 171 (2022)                        | 12                 | modifier les données · modifier les données |
| Montpezat-de-Quercy        | 82131      | 82270       | Montauban      | Quercy-Aveyron                      | CC du Quercy Caussadais                          | 44,02            | 1 600 (2022)                      | 36                 | modifier les données · modifier les données |
| Montricoux                 | 82132      | 82800       | Montauban      | Aveyron-Lère                        | CC Quercy Vert-Aveyron                           | 26,44            | 1 175 (2022)                      | 44                 | modifier les données · modifier les données |
| Mouillac                   | 82133      | 82160       | Montauban      | Quercy-Rouergue                     | CC du Quercy Rouergue et des Gorges de l'Aveyron | 9,08             | 91 (2022)                         | 10                 | modifier les données · modifier les données |
| Nègrepelisse               | 82134      | 82800       | Montauban      | Aveyron-Lère                        | CC Quercy Vert-Aveyron                           | 49,22            | 5 839 (2022)                      | 119                | modifier les données · modifier les données |
| Nohic                      | 82135      | 82370       | Montauban      | Tarn-Tescou-Quercy vert             | CC Grand Sud Tarn-et-Garonne                     | 12,61            | 1 384 (2022)                      | 110                | modifier les données · modifier les données |
| Orgueil                    | 82136      | 82370       | Montauban      | Tarn-Tescou-Quercy vert             | CC Grand Sud Tarn-et-Garonne                     | 14,03            | 1 721 (2022)                      | 123                | modifier les données · modifier les données |
| Parisot                    | 82137      | 82160       | Montauban      | Quercy-Rouergue                     | CC du Quercy Rouergue et des Gorges de l'Aveyron | 27,86            | 559 (2022)                        | 20                 | modifier les données · modifier les données |
| Perville                   | 82138      | 82400       | Castelsarrasin | Valence                             | CC des Deux Rives                                | 9,27             | 169 (2022)                        | 18                 | modifier les données · modifier les données |
| Le Pin                     | 82139      | 82340       | Castelsarrasin | Garonne-Lomagne-Brulhois            | CC des Deux Rives                                | 4,71             | 115 (2022)                        | 24                 | modifier les données · modifier les données |
| Piquecos                   | 82140      | 82130       | Montauban      | Quercy-Aveyron                      | CC du Pays de Lafrançaise                        | 7,79             | 455 (2022)                        | 58                 | modifier les données · modifier les données |
| Pommevic                   | 82141      | 82400       | Castelsarrasin | Valence                             | CC des Deux Rives                                | 5,75             | 580 (2022)                        | 101                | modifier les données · modifier les données |
| Pompignan                  | 82142      | 82170       | Montauban      | Verdun-sur-Garonne                  | CC Grand Sud Tarn-et-Garonne                     | 12,17            | 1 810 (2022)                      | 149                | modifier les données · modifier les données |
| Poupas                     | 82143      | 82120       | Castelsarrasin | Garonne-Lomagne-Brulhois            | CC de la Lomagne Tarn-et-Garonnaise              | 10,26            | 88 (2022)                         | 8,6                | modifier les données · modifier les données |
| Puycornet                  | 82144      | 82220       | Montauban      | Pays de Serres Sud-Quercy           | CC du Pays de Lafrançaise                        | 27,46            | 772 (2022)                        | 28                 | modifier les données · modifier les données |
| Puygaillard-de-Lomagne     | 82146      | 82120       | Castelsarrasin | Garonne-Lomagne-Brulhois            | CC de la Lomagne Tarn-et-Garonnaise              | 7,08             | 55 (2022)                         | 7,8                | modifier les données · modifier les données |
| Puygaillard-de-Quercy      | 82145      | 82800       | Montauban      | Tarn-Tescou-Quercy vert             | CC Quercy Vert-Aveyron                           | 17,40            | 379 (2022)                        | 22                 | modifier les données · modifier les données |
| Puylagarde                 | 82147      | 82160       | Montauban      | Quercy-Rouergue                     | CC du Quercy Rouergue et des Gorges de l'Aveyron | 23,14            | 345 (2022)                        | 15                 | modifier les données · modifier les données |
| Puylaroque                 | 82148      | 82240       | Montauban      | Quercy-Rouergue                     | CC du Quercy Caussadais                          | 35,87            | 698 (2022)                        | 19                 | modifier les données · modifier les données |
| Réalville                  | 82149      | 82440       | Montauban      | Quercy-Aveyron                      | CC du Quercy Caussadais                          | 25,09            | 1 867 (2022)                      | 74                 | modifier les données · modifier les données |
| Reyniès                    | 82150      | 82370       | Montauban      | Tarn-Tescou-Quercy vert             | CA Grand Montauban                               | 9,94             | 878 (2022)                        | 88                 | modifier les données · modifier les données |
| Roquecor                   | 82151      | 82150       | Castelsarrasin | Pays de Serres Sud-Quercy           | CC du Pays de Serres en Quercy                   | 20,55            | 401 (2022)                        | 20                 | modifier les données · modifier les données |
| Saint-Aignan               | 82152      | 82100       | Castelsarrasin | Garonne-Lomagne-Brulhois            | CC Terres des Confluences                        | 4,85             | 407 (2022)                        | 84                 | modifier les données · modifier les données |
| Saint-Amans-de-Pellagal    | 82154      | 82110       | Castelsarrasin | Pays de Serres Sud-Quercy           | CC du Pays de Serres en Quercy                   | 14,51            | 214 (2022)                        | 15                 | modifier les données · modifier les données |
| Saint-Amans-du-Pech        | 82153      | 82150       | Castelsarrasin | Pays de Serres Sud-Quercy           | CC du Pays de Serres en Quercy                   | 6,76             | 232 (2022)                        | 34                 | modifier les données · modifier les données |
| Saint-Antonin-Noble-Val    | 82155      | 82140       | Montauban      | Quercy-Rouergue                     | CC du Quercy Rouergue et des Gorges de l'Aveyron | 105,46           | 1 951 (2022)                      | 18                 | modifier les données · modifier les données |
| Saint-Arroumex             | 82156      | 82210       | Castelsarrasin | Beaumont-de-Lomagne                 | CC Terres des Confluences                        | 9,63             | 145 (2022)                        | 15                 | modifier les données · modifier les données |
| Saint-Beauzeil             | 82157      | 82150       | Castelsarrasin | Pays de Serres Sud-Quercy           | CC du Pays de Serres en Quercy                   | 9,84             | 113 (2022)                        | 11                 | modifier les données · modifier les données |
| Saint-Cirice               | 82158      | 82340       | Castelsarrasin | Garonne-Lomagne-Brulhois            | CC des Deux Rives                                | 8,92             | 148 (2022)                        | 17                 | modifier les données · modifier les données |
| Saint-Cirq                 | 82159      | 82300       | Montauban      | Quercy-Rouergue                     | CC du Quercy Caussadais                          | 15,96            | 569 (2022)                        | 36                 | modifier les données · modifier les données |
| Saint-Clair                | 82160      | 82400       | Castelsarrasin | Valence                             | CC des Deux Rives                                | 8,35             | 258 (2022)                        | 31                 | modifier les données · modifier les données |
| Saint-Étienne-de-Tulmont   | 82161      | 82410       | Montauban      | Aveyron-Lère                        | CC Quercy Vert-Aveyron                           | 21,14            | 4 050 (2022)                      | 192                | modifier les données · modifier les données |
| Saint-Georges              | 82162      | 82240       | Montauban      | Quercy-Rouergue                     | CC du Quercy Caussadais                          | 9,09             | 271 (2022)                        | 30                 | modifier les données · modifier les données |
| Saint-Jean-du-Bouzet       | 82163      | 82120       | Castelsarrasin | Garonne-Lomagne-Brulhois            | CC de la Lomagne Tarn-et-Garonnaise              | 7,74             | 53 (2022)                         | 6,8                | modifier les données · modifier les données |
| Saint-Loup                 | 82165      | 82340       | Castelsarrasin | Garonne-Lomagne-Brulhois            | CC des Deux Rives                                | 14,21            | 535 (2022)                        | 38                 | modifier les données · modifier les données |
| Saint-Michel               | 82166      | 82340       | Castelsarrasin | Garonne-Lomagne-Brulhois            | CC des Deux Rives                                | 13,41            | 274 (2022)                        | 20                 | modifier les données · modifier les données |
| Saint-Nauphary             | 82167      | 82370       | Montauban      | Tarn-Tescou-Quercy vert             | CA Grand Montauban                               | 24,43            | 1 934 (2022)                      | 79                 | modifier les données · modifier les données |
| Saint-Nazaire-de-Valentane | 82168      | 82190       | Castelsarrasin | Valence                             | CC du Pays de Serres en Quercy                   | 17,44            | 311 (2022)                        | 18                 | modifier les données · modifier les données |
| Saint-Nicolas-de-la-Grave  | 82169      | 82210       | Castelsarrasin | Garonne-Lomagne-Brulhois            | CC Terres des Confluences                        | 29,34            | 2 287 (2022)                      | 78                 | modifier les données · modifier les données |
| Saint-Paul-d'Espis         | 82170      | 82400       | Castelsarrasin | Valence                             | CC des Deux Rives                                | 26,07            | 561 (2022)                        | 22                 | modifier les données · modifier les données |
| Saint-Porquier             | 82171      | 82700       | Montauban      | Beaumont-de-Lomagne                 | CC Terres des Confluences                        | 15,70            | 1 340 (2022)                      | 85                 | modifier les données · modifier les données |
| Saint-Projet               | 82172      | 82160       | Montauban      | Quercy-Rouergue                     | CC du Quercy Rouergue et des Gorges de l'Aveyron | 26,14            | 288 (2022)                        | 11                 | modifier les données · modifier les données |
| Saint-Sardos               | 82173      | 82600       | Montauban      | Verdun-sur-Garonne                  | CC Grand Sud Tarn-et-Garonne                     | 26,56            | 1 135 (2022)                      | 43                 | modifier les données · modifier les données |
| Saint-Vincent-d'Autéjac    | 82174      | 82300       | Montauban      | Quercy-Aveyron                      | CC du Quercy Caussadais                          | 16,27            | 283 (2022)                        | 17                 | modifier les données · modifier les données |
| Saint-Vincent-Lespinasse   | 82175      | 82400       | Castelsarrasin | Valence                             | CC des Deux Rives                                | 9,44             | 285 (2022)                        | 30                 | modifier les données · modifier les données |
| Sainte-Juliette            | 82164      | 82110       | Castelsarrasin | Pays de Serres Sud-Quercy           | CC du Pays de Serres en Quercy                   | 7,30             | 126 (2022)                        | 17                 | modifier les données · modifier les données |
| La Salvetat-Belmontet      | 82176      | 82230       | Montauban      | Tarn-Tescou-Quercy vert             | CC Quercy Vert-Aveyron                           | 18,63            | 967 (2022)                        | 52                 | modifier les données · modifier les données |
| Sauveterre                 | 82177      | 82110       | Castelsarrasin | Pays de Serres Sud-Quercy           | CC du Pays de Serres en Quercy                   | 17,40            | 152 (2022)                        | 8,7                | modifier les données · modifier les données |
| Savenès                    | 82178      | 82600       | Montauban      | Verdun-sur-Garonne                  | CC Grand Sud Tarn-et-Garonne                     | 22,57            | 828 (2022)                        | 37                 | modifier les données · modifier les données |
| Septfonds                  | 82179      | 82240       | Montauban      | Quercy-Rouergue                     | CC du Quercy Caussadais                          | 27,05            | 2 254 (2022)                      | 83                 | modifier les données · modifier les données |
| Sérignac                   | 82180      | 82500       | Castelsarrasin | Beaumont-de-Lomagne                 | CC de la Lomagne Tarn-et-Garonnaise              | 32,43            | 521 (2022)                        | 16                 | modifier les données · modifier les données |
| Sistels                    | 82181      | 82340       | Castelsarrasin | Garonne-Lomagne-Brulhois            | CC des Deux Rives                                | 13,57            | 206 (2022)                        | 15                 | modifier les données · modifier les données |
| Touffailles                | 82182      | 82190       | Castelsarrasin | Pays de Serres Sud-Quercy           | CC du Pays de Serres en Quercy                   | 24,34            | 336 (2022)                        | 14                 | modifier les données · modifier les données |
| Tréjouls                   | 82183      | 82110       | Castelsarrasin | Pays de Serres Sud-Quercy           | CC du Pays de Serres en Quercy                   | 13,86            | 221 (2022)                        | 16                 | modifier les données · modifier les données |
| Vaïssac                    | 82184      | 82800       | Montauban      | Aveyron-Lère                        | CC Quercy Vert-Aveyron                           | 37,21            | 952 (2022)                        | 26                 | modifier les données · modifier les données |
| Valeilles                  | 82185      | 82150       | Castelsarrasin | Pays de Serres Sud-Quercy           | CC du Pays de Serres en Quercy                   | 13,75            | 244 (2022)                        | 18                 | modifier les données · modifier les données |
| Valence                    | 82186      | 82400       | Castelsarrasin | Valence                             | CC des Deux Rives                                | 13,44            | 5 287 (2022)                      | 393                | modifier les données · modifier les données |
| Varen                      | 82187      | 82330       | Montauban      | Quercy-Rouergue                     | CC du Quercy Rouergue et des Gorges de l'Aveyron | 23,13            | 646 (2022)                        | 28                 | modifier les données · modifier les données |
| Varennes                   | 82188      | 82370       | Montauban      | Tarn-Tescou-Quercy vert             | CC Grand Sud Tarn-et-Garonne                     | 14,76            | 640 (2022)                        | 43                 | modifier les données · modifier les données |
| Vazerac                    | 82189      | 82220       | Montauban      | Pays de Serres Sud-Quercy           | CC du Pays de Lafrançaise                        | 32,68            | 767 (2022)                        | 23                 | modifier les données · modifier les données |
| Verdun-sur-Garonne         | 82190      | 82600       | Montauban      | Verdun-sur-Garonne                  | CC Grand Sud Tarn-et-Garonne                     | 36,26            | 4 914 (2022)                      | 136                | modifier les données · modifier les données |
| Verfeil                    | 82191      | 82330       | Montauban      | Quercy-Rouergue                     | CC du Quercy Rouergue et des Gorges de l'Aveyron | 18,46            | 406 (2022)                        | 22                 | modifier les données · modifier les données |
| Verlhac-Tescou             | 82192      | 82230       | Montauban      | Tarn-Tescou-Quercy vert             | CC Quercy Vert-Aveyron                           | 22,69            | 565 (2022)                        | 25                 | modifier les données · modifier les données |
| Vigueron                   | 82193      | 82500       | Castelsarrasin | Beaumont-de-Lomagne                 | CC de la Lomagne Tarn-et-Garonnaise              | 6,33             | 120 (2022)                        | 19                 | modifier les données · modifier les données |
| La Ville-Dieu-du-Temple    | 82096      | 82290       | Montauban      | Castelsarrasin                      | CC Terres des Confluences                        | 26,16            | 3 305 (2022)                      | 126                | modifier les données · modifier les données |
| Villebrumier               | 82194      | 82370       | Montauban      | Tarn-Tescou-Quercy vert             | CC Grand Sud Tarn-et-Garonne                     | 11,38            | 1 349 (2022)                      | 119                | modifier les données · modifier les données |
| Villemade                  | 82195      | 82130       | Montauban      | Quercy-Aveyron                      | CA Grand Montauban                               | 9,21             | 824 (2022)                        | 89                 | modifier les données · modifier les données |
| Tarn-et-Garonne            | 82         |             |                |                                     |                                                  | 3 718,00         | 264 924 (2022)                    | 71                 | modifier les données                        |